# Razprava o jedrski energiji
Razprava o jedrski energiji je dolgoletna polemika o koristih in tveganjih uporabe jedrskih reaktorjev za pridobivanje elektrike za civilne namene. Razprava o jedrski energiji je dosegla vrh v 1970. in 1980. letih, ko so gradili in priklapljali v omrežje vse več reaktorjev, in je v nekaterih državah dosegla »intenzivnost, kakršne v zgodovini tehniških polemik še ni bilo«. Pozneje je jedrska industrija ustvarjala delovna mesta, se osredotočila na varnost in je zaskrbljenost večinoma upadla. V 2010. letih se je intenzivnost jedrske razprave ob povečevanju ozaveščenosti o podnebnih spremembah in ključne vloge ogljikovega dioksida in emisij metana pri povzročanju segrevanja Zemljinega ozračja znova povečala, zato se je razprava o jedrski energiji znova razplamtela.
Zagovorniki jedrske energije poudarjajo zanesljivost in visoko energijsko učinkovitost jedrske energije. Trdijo, da je jedrska energija čista in trajnostna energija, ki zagotavlja obilno in nepretrgano energijsko oskrbo brez onesnaževanja zraka ali oddajanja emisij ogljika, ki povzročajo globalno segrevanje. Uporaba jedrske energije zagotavlja številna dobro plačana delovna mesta, energijsko varnost, zmanjšuje odvisnost od uvoženih fosilnih goriv in izpostavljenost nihanjem cen, povezanih s špekulacijami in bližnjevzhodno politiko. Trdijo, da je jedrska energija edini zanesljiv obnovljivi vir energije, ki državam omogoča, da dosežejo energijsko neodvisnost in obenem zmanjšajo ogljikove emisije v skladu s Pariškim sporazumom, ki ga je podpisalo 195 narodov. Poudarjajo, da je tveganje zaradi shranjevanja odpadkov majhno in da se to gorivo reciklira za proizvodnjo goriva za novejše reaktorje. Obratovalna varnost jedrskih elektrarn je v primerjavi z drugimi vrstami elektrarn odlična, preprečevanje onesnaženja pa vsako leto reši številna življenja.
Nasprotniki trdijo, da jedrska energija pomeni grožnjo za ljudi in okolje, ter izpostavljajo študije, ki se sprašujejo, ali bo to sploh kdaj trajnostni vir energije. Te grožnje vključujejo zdravstvena tveganja, nesreče in onesnaževanje okolja zaradi rudarjenja, obdelave in transporta urana. Poudarjajo visoko ceno in zamude pri gradnji in vzdrževanju jedrskih elektrarn. Ob tveganjih, povezanih s proliferacijo jedrskega orožja, opozarjajo na možnost teroristične sabotaže jedrskih elektrarn, preusmerjanja in zlorabe jedrskih goriv ali jedrskih odpadkov ter naravnega iztekanja jedrskih odpadkov ob neurejenem dolgotrajnem skladiščenju. Poudarjajo, da so jedrski reaktorji izjemno kompleksni stroji, pri katerih gre lahko marsikaj narobe, in da je v preteklosti prišlo že do resnih jedrskih nesreč (smrt Louisa Slotina, požar v Windscalu, nesreča na Otoku treh milj, nesreča v Černobilu in nesreča v Fukušimi), vse bolj pa se povečuje tudi tveganje za globalni terorizem. Kritiki menijo, da teh tveganj in pomanjkljivosti ni mogoče zadovoljivo zmanjšati z novo tehnologijo. Poleg tega trdijo, da ob upoštevanju celotne verige jedrskega goriva od rudarjenja urana do razgradnje jedrskih elektrarn jedrska energija ni nizkoogljični vir elektrike.